# Albos (Verea)
Verea (llamada oficialmente San Mamede de Albos) es una parroquia y un lugar del municipio español de Verea, en la provincia de Orense, Galicia.

## Toponimia
La parroquia también es conocida por el nombre de San Mamed de Albos.

## Historia
Hacia mediados del siglo XIX, la parroquia, ya por entonces perteneciente a Verea, tenía contabilizada una población de 408 habitantes. Aparece descrita en el primer volumen del Diccionario geográfico-estadístico-histórico de España y sus posesiones de Ultramar de Pascual Madoz con las siguientes palabras:

ALBOS (S. Mamed): felig. en la prov. y dióc. de Orense (4 leg.), part. jud. de Bande (1), y ayunt. de Verea: sit. en una encañada defendida de los vientos S. y E.: clima frio y bastante sano: comprende los l. Cabreiros, Carden é Iglesia, cuyas casas distribuidas sin órden, son en lo general terrenas é incómodas, con chozas y cobertizos para el ganado y aperos de la labranza, única ind. en que se ocupa la pobl. A la parte meridional está la igl. parr. (S. Mamed) que, como la torre, es de canteria; la nave de 25 varas de largo, 6 1/2 de ancho y 6 de alto: tiene 3 altares: hay las alhajas y ornamentos necesarios para el culto, y el curato de entrada y presentacion ordinaria, prévio concurso general. El térm. se estiende á 1/4 de leg. del centro á la circunferencia, y confina por N. con el de Acebedo, por E. con el de S. Andrés de Gontan, por S. con el de Sta. Maria de Cejo, y por O. con Sta. Eufemia de Parada: los montes Abelleira, Chaira, Lagoa y Madorra, son los que, poblados de robles y castaños, forman la cañada donde está, la que cubren por una elevacion de 300 varas: los derrames de 4 buenas fuentes dan orígen al riach. Porto, que corriendo por medio de la felig. impulsa á varios molinos harineros y sirve para el riego: el terreno es montuoso: el roturado asciende á unas 200 fan. de varias calidades. Los caminos son carriles vecinales; pero en mal estado: el correo se recibe en la carteria de Celanova (1 leg.), á cuyo mercado semanal concurren con cabritos y manteca de vacas: prod.: maiz, centeno, patatas, habichuelas y lino: cria vacas, cabras y ovejas, liebres, conejos y perdices, como tambien lobos y zorros: pobl. 102 vec,: 408 alm.: contr. con su ayunt. (V.).
(Madoz, 1845, p. 336)

## Organización territorial
La parroquia está formada por cuatro entidades de población:
- Albos
- Cardeo
- Cigarrosa
- Cobreiros

## Demografía

### Parroquia
| Gráfica de evolución demográfica de Albos (parroquia) entre 2000 y 2023 |
|                                                                         |
| Datos según el nomenclátor publicado por el INE.                        |

### Lugar
| Gráfica de evolución demográfica de Albos (lugar) entre 2000 y 2023 |
|                                                                     |
| Datos según el nomenclátor publicado por el INE.                    |